# Samotwór
Samotwór – wieś w Polsce położona w województwie dolnośląskim, w powiecie wrocławskim, w gminie Kąty Wrocławskie.
W latach 1975–1998 miejscowość administracyjnie należała do województwa wrocławskiego.

## Nazwa
Pierwsza wzmianka o miejscowości w formie Zsamotvor pochodzi z 1272 roku. Nazwa była później notowana także w formach Samothwora (1274), Santphor (1312), Samitphor (1313), Sanntphor (1313), Zamentowo (1337), Zamovor, Ronow (1350), Sampfor (1353), Samtfor (1353), Ronenbergk, Samptfor (1422), Ronbergk (ok. 1425), Ronenbergk (1514), Romberg (ok. 1630), Rumberg (1666-67), Romberg (1743), Romberg (1795), Romberk (1845), Romberg (1941), Samotwór (1947).
Nazwa Samotwór (psł. *sam-o-tvorъ) jest nazwą metaforyczną, złożoną z zaimka i rzeczownika, ale jej geneza jest niejasna. Niemiecka nazwa Romberg jest formą pochodną od wcześniejszej nazwy Ronnenberg (z czasem dokonała się asymilacja nb > mb, a sekwencja głoskowa -onne- została ściągnięta do -o-), która wywodzi się od nazwy osobowej Ronnenbërc. Bracia Ronnenbërc byli właścicielami wsi w latach 1274-1313. Po II wojnie światowej ustalono polską nazwę Samotwór, która została oficjalnie przyjęta 12 lutego 1948 roku. 

## Zabytki
Do wojewódzkiego rejestru zabytków wpisany jest:
- pałac, zbudowany w l. 1776-1781 - drugiej połowie XVIII w. w stylu klasycystycznym.